# تل بابینه
تل بابینه، از روستاهای زیبای شهرستان چرام است که در استان کهگیلویه و بویراحمد قرار دارد. این روستا دارای یک قلعه تاریخی و راه آسفالته می باشد. در حال حاضر آب-برق-گاز و خطوط تلفن ثابت در این روستا وجود دارد. تل بابینه را از هر دو طرف رودخانه احاطه کرده و در کنار رودخانه زمین های کشاورزی قرار دارد. در کنار یکی از این رودخانه ها پنج باغ خصوصی زیبا وجود دارد که عمدتا دارای درختان سیب-زردالو-انار و مرکبات می باشند. باغ ها حصارهایی از بوته های تمشک دارند. تراکم این پنج باغ در کنار یکدیگر باعث ایجاد منظره ای زیبا شده است.
تل بابینه با روستاهای فشیان و سیدآباد هم مرز است. طبیعت این روستا مخصوصا در فصل بهار بسیار دیدنی است. زمین های شالی کاری-درختان سرسبز و رودخانه های زیبا از چشم اندازهای این روستای زیباست.

## جمعیت
براساس سرشماری مرکز آمار ایران در سال ۱۳۸۵، جمعیت آن ۲۵۳ نفر (۴۱خانوار) بوده‌است.